# わかやまパワーステーション
『わかやまパワーステーション』は、2007年3月31日からNHK和歌山放送局で放送されていたローカルFMラジオ番組。
オリジナル版パワステとしては、2009年3月の第25号をもって終了。『わかやまパワーステーション2』に移行した。

## 概要
- コンセプトは「聴く音楽情報誌」。しかしながら、毎回地域情報満載で、通常の予定よりも曲数が減ることも珍しくない。
- 地域に密着した放送が特徴。毎回スタジオにゲストを多く呼び、広く知られていない行事や観光スポットを紹介してもらう。

## 放送
- 毎月最終土曜日16:00～18:50
  - 2007年9月号は、18:00からN響特別番組が放送されたため、短縮放送。
- 和歌山放送局の1階に新設されたサテライトスタジオ『オレンジスタジオ』からの公開生放送。

### 出張放送
- 2008年1月26日 - 新宮市のスーパーマーケット新宮店から公開生放送
  - 大野･松本･福田が出演。紀南地域に特化した構成だった。
- 2008年8月23日 - 和歌山市のぶらくり丁の商業施設3階から公開生放送
  - 大野･松本･福田･植村が出演。岡部まり、Amasinがゲスト。岡部はパワーズテイルのナレーションなども担当した。
  - 福田が、この番組で初めて生歌を披露した。また、「POWER STATION」という曲も発表した（この曲は、翌月以降番組あてにリクエストが届いた）。
- 2009年2月21日 - 有田川町のきびドームから公開生放送
  - 大野･松本･福田が出演。中江有里、ウインズがゲスト。中江はパワーズテイルにも出演した。門脇瑛子（NHK和歌山放送局キャスター）がコーナー出演、田中寛人（NHK和歌山放送局アナウンサー）が番組終了後に登場した。

### 最終回
2009年3月の放送が最終回となった。
- パワーズファイルに、和歌山放送アナウンサーの宮上明子が出演。民放とNHKのコラボが実現した。また、Amashin・西山隆行が出演し、番組オリジナルコラボが繰り広げられた。
- 福田が舞台出演のため出演できず、メッセージでのみ出演となった。
- 終盤では、WEB・パワーズステッカーのデザインを手掛けている坂本大祐や、キャスター（当時）の山下咲らも出演した。

## 出演
肩書は当時
パーソナリティ
- 大野克郎（NHK和歌山放送局チーフアナウンサー）

コーナー出演
- パワーズディクショナリー
  - 松本雅樹（アガサス出版企画部部長）
- パワーズテイル
  - 福田靖久（タレント）
  - 植村真理子（和歌山大学生）

### 過去の出演
コーナー出演
- パワーズヤング
  - 足立基浩（和歌山大学経済学部准教授）

## 主なコーナー
オープニング
福田と植村が探偵と助手に扮し、番組内容を紹介する。植村のボケと福田のツッコミが恒例。
パワーズセレクション(#1･2･3)
主に1は大野、2･3はスタッフや職員が選曲した楽曲をOAする。2･3は縮小されることが珍しくなく、コーナー自体が飛ばされることもあった。
パワーズディクショナリー　―いろはにわかやま―
毎月テーマとなる頭文字を2つ程度設定し、そこから始まる県内のディープな情報を松本が取材し、紹介する。
パワーズファイル
和歌山出身で県内外で活躍している人、県外出身で和歌山を元気にするために行動している人、関西で活躍しているミュージシャンをスタジオに招き、生演奏も交えて、話を聞く。
パワーズネットワーク
和歌山県内の様々な地域の人（様々な活動をしている人や役所の職員）を地域の応援団としてスタジオに迎え、地域の魅力を存分に語ってもらう。
パワーズテイル
和歌山の民話を、現代語版ラジオドラマにアレンジして、生ドラマとして放送。大野は語り。
パワーズヤング
2007年度は、和歌山大学の学生が実際に研究室で研究している事を発表。
2008年度は、県内にある高校の放送部が活動を発表。
パワーズインサイド
不定期企画。和歌山局の職員をピックアップし、趣味の世界を紹介してもらう。
旅ラジダイジェスト
和歌山県内でここはふるさと 旅するラジオが放送されると、この番組内でそのダイジェストを放送する。また「ふるさとリポーター」（アナウンサー）が出演し、番組裏話などを話す。

## 注目されるパワステ
NHKの数ある放送局の中でも、これほど地域に密着した公開放送番組は珍しく、全国から注目されている。2008年8月の出張公開生放送は、三つのたまごで取り上げられた。

## テーマソング
- 「POWER STATION」（作詞・作曲・編曲：福田靖久）
  - 2008年8月号の生放送内で発表された。8月号ではギターの弾き語りだったが、翌月号は福田自身のアレンジが加わったバージョンがオンエアされた。
  - 番組内で必ず放送されるというわけではないが、翌月以降毎月リクエストが送られてきているため、他の曲と同じ扱いで放送されている。